# Topolino contro Wolp
Topolino contro Wolp (The Lair of Wolf Barker) è una storia a fumetti della serie di Mickey Mouse pubblicata originariamente sui quotidiani negli Stati Uniti d'America su 21 tavole domenicali dal 29 gennaio al 18 giugno 1933. La storia è stata scritta da Ted Osborne con matite di Floyd Gottfredson e inchiostrata da Al Taliaferro.
Narra la storia di Mortimer, zio di Minni, il quale, emigrato in Australia, invita la nipote e i suoi amici per una vacanza nella sua fattoria. Qui però Wolf Barker, un ladro di bestiame, rapisce Minni. Personaggi della storia sono Topolino, Minni, Orazio, Clarabella e Pippo, ancora chiamato Dippy Dog nell'edizione originale, il quale era esordito nella tavola autoconclusiva dell'8 gennaio 1933, e questa è la sua prima comparsa in una storia a puntate.
In Italia è stata pubblicata dalla Casa Editrice Nerbini in varie parti divise su Topolino e sui Supplementi al giornale Topolino.
L'albo, pubblicato il 15 ottobre 1933, oltre a essere uno dei primi albi a fumetti pubblicati in Italia, è anche uno degli albi a fumetti italiani più rari e ricercato, con alte quotazioni nel mercato collezionistico; si ritiene che ne esistano ancora circa dieci copie. 
L'albo è il primo dei 9 Albi Nerbini, una serie priva di testata fissa, pubblicata dal 1933 al 1936.All'interno di questa serie venivano ristampate storie di Topolino già pubblicate a puntate su Topolino o sul Supplemento.